# Šmiklavž pri Škofji vasi
Šmiklavž pri Škofji vasi – wieś w Słowenii, w gminie miejskiej Celje. W 2018 roku liczyła 211 mieszkańców. 